# Pseudotyrannochthonius rossi
Pseudotyrannochthonius rossi är en spindeldjursart som beskrevs av Beier 1964. Pseudotyrannochthonius rossi ingår i släktet Pseudotyrannochthonius och familjen käkklokrypare. Inga underarter finns listade i Catalogue of Life.